# Julián López (escritor)
Julián López (Buenos Aires, 1965) es un escritor argentino. Su primera novela, Una muchacha muy bella (2013), fue llamada «un libro inolvidable» por María Moreno, y elegida como «la novela del año» por Revista Ñ. Desde 2006 codirige el ciclo de lecturas Carne Argentina.

## Biografía
Julián López nació en 1965 en la ciudad de Buenos Aires, Argentina. Comenzó su producción literaria como poeta, publicando en 2004 su primer libro, el poemario Bienamado, y participando en diversas antologías poéticas, como Lo humanamente posible, de 2008.
En 2013, López saltó a la ficción con su primera novela, Una muchacha muy bella, la cual narra la historia de un hijo y su madre, desaparecida durante la última dictadura argentina. La misma fue ampliamente elogiada, entre otros, por la escritora argentina María Moreno, quien dijo que esta era «un libro inolvidable», y por Flavia Pittella, quien dijo que historias como la de la novela «mantienen viva la memoria pero con las adaptaciones de tiempo», además de haber sido nombrada mencionada como una de las novelas del año» por la revista cultural Revista Ñ y haberse editado en Francia, Holanda y Estados Unidos, entre otros.
En 2018, López publicó su segunda novela, La ilusión de los mamíferos, acerca de la historia de dos hombres los cuales, tras tener encuentros amorosos casuales, regresan cada uno a sus vidas normales. En 2019 se publicó su cuento El día inútil como un libro digital, si bien este ya había sido publicado previamente en 2015, en la revista digital Espacio Murenay. Un año más tarde, en 2020, regresó a la poesía con su segundo poemario, Meteoro.

## Obra

### Novelas
- 2013: Una muchacha muy bella
- 2018: La ilusión de los mamíferos
- 2022: 'El bosque infinitesimal'

### Cuentos
- 2019: El día inútil

### Poesía
- 2004: Bienamado
- 2020: '''Meteoro